# Pont du Sardon
 (juillet 2017).
Le pont du Sardon (XVIe siècle – 1888-1986) était un des vingt ponts construits dans la commune de Rive-de-Gier, dans le département de la Loire. 
Le premier pont permettait l'accès de la vallée du Gier aux chargements de charbon des alentours. Il s'écroula sous le poids de la charge vers 1880. Un ponts plus solide fut construit et un troisième pont le remplaça en 1986. Il a été commandité par le département de la Loire, son coût est de 24 000 francs en 1886 et 1 200 000 francs en 1986. 

## Histoire
Il est toujours question de château du Sardon, en réalité, une maison forte située sur la rive droite du Gier est implantée là, peut-être même avant le XVIe siècle puisque le seigneur de Chagnon se sépare de son fief du Sardon en 1597. Donc les gués, et qui sait, un pont a pu relier de façon permanente les deux propriétés de cette seigneurie.
Un pont en pierre et à une seule arche est encore dessiné par Thioller (peintre stéphanois) en 1889 et une carte postale de 1909 environ, montre aussi les traces des anciennes culées, de chaque côté de la rivière.
Vers 1838/1839, une passerelle a été envisagée à la demande de la Cie des Mines mais la municipalité n'ayant jamais été favorable à la construction des passerelles en bois, il n'y eût probablement rien de fait.
En 1880 la construction d'un pont est proposée mais il faut six ans pour que la décision soit enfin prise et les travaux seront achevés en octobre 1888 et seules les communes de Rive-de-Gier et Saint-Genis Terrenoire contribuent à la dépense, Cellieu et Chagnon restent sourdes à l'appel de participation.
Après la réalisation de l'échangeur du Sardon et de l'autoroute A47 et la fermeture du passage à niveau de la SNCF, ce pont ne dessert plus que quelques habitations. Le conseil général a procédé à sa reconstruction en 1986, et l'a ensuite cédé à la commune de Rive-de-Gier.

## Description
Celui de 1986 est un pont mixte avec une armature porteuse métallique : deux fers de 0.80 mètre de hauteur avec un tablier en béton armé. Il s'étend sur une longueur totale de 21 mètres pour une largeur de 4,4 mètres (chaussée de 3 mètres).

## Images

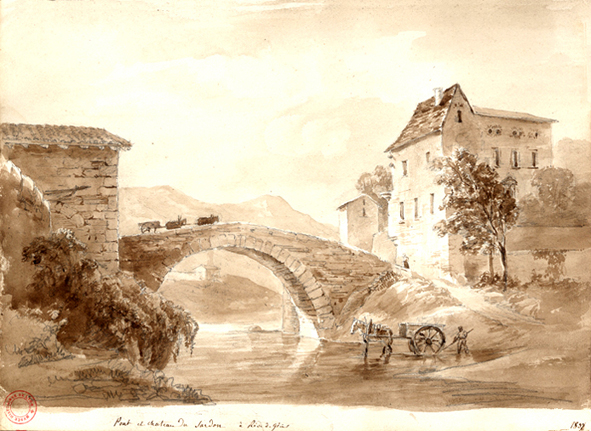
Dessin à la plume de Didier de Saint-Hubert